# Kepler-50 c
Kepler-50 c est une exoplanète orbitant autour de l'étoile Kepler-50, elle a été découverte en 2012.